# Mario + Rabbids Kingdom Battle
Mario + Rabbids Kingdom Battle är ett turbaserat taktiskt rollspel som utvecklats av Ubisoft till Nintendo Switch.
Spelet är en crossover av spelserierna Super Mario från Nintendo och Raving Rabbids från Ubisoft, och släpptes augusti 2017. Spelet fick bra recensioner av spelsajter.